# Yunnans provinsmuseum
Yunnans provinsmuseum (kinesiska: 云南省博物馆; pinyin: Yúnnán Shĕng Bówùguǎn) är ett regionalt museum med stark förankring inom den kinesiska provinsen Yunnan. Museet är beläget i Kunming som också är huvudstad i Yunnanprovinsen.
Museet har omkring 50 000 objekt i sina samlingar. I synnerhet representerar museet de lokala minoritetsgrupperna som lever i regionen tillsammans med konst från Daliriket. 

## Regional karaktäristik
Museets utställning för historiska objekt som lyfter upp de lokala minoriteterna samt den hankinesiska kulturen som härstammar från Zhongyuan. Av de 30 000 historiska objekten är ungefär 7 000 etniska minoriteters kulturella objekt.
Museet har tre utmärkande utställningar där den första visar upp fynden från den arkeologiska utgrävningsplatsen yuanmou och de forntida 1,7 miljoner år gamla tänderna som hittades 1965 och är några av de tidigaste hominida fossilen som hittats i Asien. Den andra utställningen står för bronsföremål från en storhetstid i Yunnans historia mellan 400 f.Kr. och 200 f.´Kr. Ett par trummor i brons som grävdes ut vid utgrävningsplatsen wanjiapo är de äldsta bronstrummorna som hittats i Kina och det finns flera fynd som påvisar regionens styrka för 2000 år sedan i Kina. Den tredje utställningen skildrar de kulturella traditionerna och hantverken av 22 lokala minoriteter som bor i Yunnan, däribland lisu-, jingpo- och daifolket.